# Georg Waitz
Georg Waitz (født 9. oktober 1813 i Flensborg, død 24. maj 1886 i Berlin) var en tysk historiker. 
Waitz studerede først i Kiel, senere i Berlin, hvor han blev lærling af Ranke og efter dennes plan skrev Jahrbücher des deutschen Reichs unter Heinrich I (1837, 3. oplag 1885). I 1842 blev han professor ved Kiels Universitet; han tog her livlig del i den slesvig-holstenske bevægelse og medvirkede blandt andet ved Kielerprofessorernes kritik af det åbne brev af 1846; ved opstandens udbrud 1848 blev han en tid knyttet til den provisoriske regering i Rendsborg.
Stærkt politisk interesseret kom han til Frankfurt som medlem af den tyske rigsdag, men den trøstesløse udgang af bestræbelserne for at give Tyskland enhed og frihed førte ham siden bort fra aktiv politik. I 1849 var han bleven professor i historie ved det højt ansete universitet i Gøttingen, og her udfoldede han en rig lærervirksomhed, der samlede om ham alle datidens yngre historikere. 
Waitz, der tidlig var bleven knyttet til det store udgiverarbejde Monumenta Germaniae Historica, lagde især vægt på den kritiske granskning af Tysklands middelaldershistorie og opdrog gennem øvelser sine lærlinge til at tage del deri. I 1875 overtog han selv ledelsen af Monumenta og flyttede af den grund til Berlin, hvor han dog som medlem af det preussiske Akademi endnu fortsatte sin lærervirksomhed, om end i mere begrænset omfang, og hvor han levede til sin død.
Waitz havde jævnsides historie også studeret jura, og sit store navn har han især vundet ved sin Deutsche Verfassungsgeschichte (8 bind, 1843—78), hvori han på grundlag af den mest udtømmende kundskab til det uhyre og spredte materiale fremstiller forfatningsudviklingen fra urtiden frem til 12. århundrede. Hans tilknytning til Slesvig og Holsten førte ham til at skrive Schleswig-Holsteins Geschichte (2 bind, 1851—54), der når til 1660 og er den første på kritiske studier hvilende fremstilling af disse landes historie, skreven ud fra forfatterens partistade, men dog med redelig stræben efter objektivitet. 
Et rigt utrykt kildestof udnyttede Waitz i Lübeck unter Jürgen Wullenweber (3 bind, 1855—56). I Monumenta har han med en højt udviklet udgiverteknik udgivet mangfoldige kilder, deriblandt også danske middelaldershistorikere, og i tilslutning dertil skrevet talrige kildeundersøgelser af stor værdi. Vigtige bidrag til tysk litteraturhistorie gav han i brevsamlingerne Karoline (2 bind, 1871) og Karoline und ihre Freunde (1882).